# 160 av. J.-C.
Cette page concerne l'année 160 av. J.-C. du calendrier julien proleptique.

## Événements
- 20 mars (15 mars 594 du calendrier romain) : début à Rome du consulat de Marcus Cornelius Cethegus et Lucius Anicius Gallus[1].

- Avril-mai : mort de Judas Maccabée à la bataille d'Elasa[2]. Le gouverneur séleucide Bacchidès contrôle le pays frappé par la famine. Il pourchasse les derniers partisans des Maccabées, rétablit les notables pro-hellénistes à la tête du pays et fortifie la plupart des villes (Bethsour, Gézer, la citadelle de Jérusalem). Croyant le pays pacifié, il retourne à Antioche. Les révoltés se rassemblent autour du frère de Judas, Jonathan et se réfugient dans le désert de Juda, à l’est de Thékoé (fin en 142 av. J.-C.).

## Naissances
- Jugurtha, roi de Numidie (date approximative).

## Décès
- Judas Maccabée, dirigeant juif.
- Lucius Aemilius Paullus Macedonicus, général et homme d'État romain.